# Siège de Gabsa
Grande révolte berbère
Le siège de Gabsa était une offensive menée par les rebelles berbères de la grande révolte berbère contre le califat omeyyade en décembre 741.

## Déroulement
Des soulèvements berbères ont éclaté dans tout le Maghreb oriental en 741. La menace la plus immédiate a surgi dans le sud de l'Ifriqiya, où le chef soufrite Uqasha ibn Ayub al-Fezari a levé une armée berbère et assiégé Gabès et Gafsa. Par une sortie rapide vers le sud avec le reste de l'armée ifriqiyenne, le cadi de Kairouan Abd al-Rahman ibn Oqba al-Ghaffari réussit à vaincre et à disperser les forces d'Uqasha près de Gafsa en décembre 741. Mais le cadi possédait beaucoup trop peu de troupes arabes pour entreprendre une poursuite, et Uqasha entreprit immédiatement de rassembler ses forces autour de Tobna dans la vallée de Zab à l'ouest de l'Ifriqiya. Immédiatement après avoir entendu parler de la catastrophe de Bagdoura, le calife Hisham a ordonné au gouverneur omeyyade d'Égypte, Handhala ibn Safwan al-Kalbi, de prendre rapidement en charge l'Ifriqiya. En février 742, ce dernier précipita son armée égyptienne vers l'ouest et atteignit Kairouan vers avril 742, juste au moment où Uqasha revenait tenter sa chance à nouveau. Les forces de Handhala ont repoussé Uqasha.

## Conséquence
Ce siège conduira Uqasha à coopérer avec un autre rebelle berbère nommé Abd al-Wahid, qui prévoit de capturer Kairouan avec plus de 300 000 hommes. Cependant, leurs armées sont vaincues de manière décisive par les Omeyyades dans la bataille d'al-Qarn et la bataille d'al-Asnam,.